# Central Somerset
Central Somerset es un territorio no organizado ubicado en el condado de Somerset en el estado estadounidense de Maine. En el Censo de 2010 tenía una población de 338 habitantes y una densidad poblacional de 1,68 personas por km².

## Geografía
Central Somerset se encuentra ubicado en las coordenadas 45°0′30″N 70°0′5″O / 45.00833, -70.00139. Según la Oficina del Censo de los Estados Unidos, Central Somerset tiene una superficie total de 201.64 km², de la cual 198.63 km² corresponden a tierra firme y (1.49%) 3 km² es agua.

## Demografía
Según el censo de 2010, había 338 personas residiendo en Central Somerset. La densidad de población era de 1,68 hab./km². De los 338 habitantes, Central Somerset estaba compuesto por el 94.67% blancos, el 0.89% eran afroamericanos, el 0.89% eran amerindios, el 0.59% eran asiáticos, el 0% eran isleños del Pacífico, el 0.89% eran de otras razas y el 2.07% pertenecían a dos o más razas. Del total de la población el 0.89% eran hispanos o latinos de cualquier raza.